# Divergence infrarouge
Pour les articles homonymes, voir divergence.
Une divergence infrarouge est une situation dans laquelle une intégrale diverge du fait de contributions d'objets de très basse énergie ou de phénomènes physiques à très longues distances. Il en résulte une solution infinie pour un problème physique qui attend une solution finie.